# S/S Nordstjernan (1872)

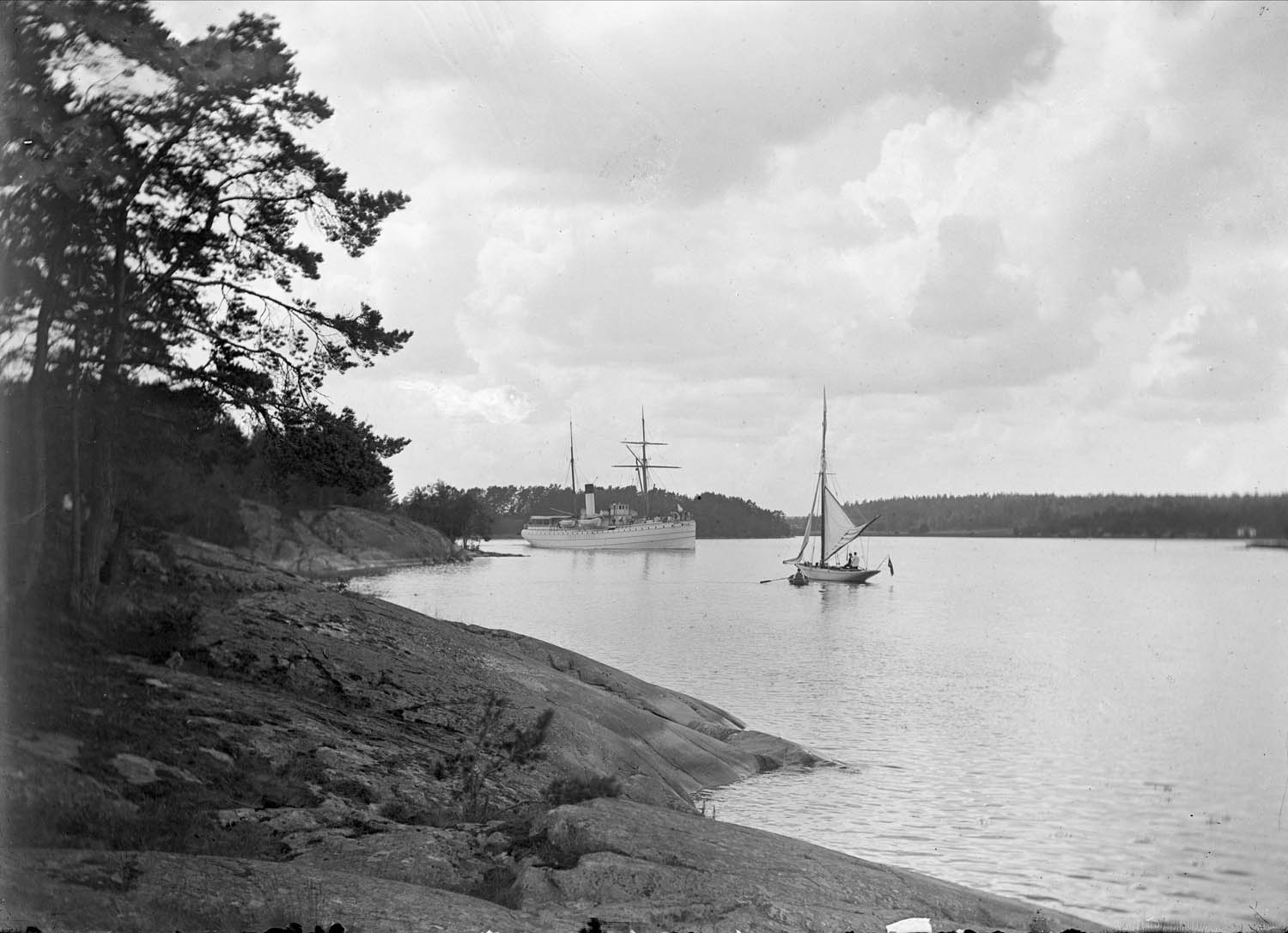
S/S Nordstjernan i Stockholms skärgård

S/S Nordstjernan var ett ångfartyg, byggt vid Motala varv i Norrköping 1872 och skrotat i Åbo 1956. Fartyget beställdes av Westernorrlands Ångfartygsbolag i Sundsvall, och fick smeknamnet Sundvalls fåfänga och Bottenhavets pärla. Det insattes 7 maj 1872 på traden Stockholm-Härnösand-Örnsködsvik.
- 1888 försågs Nordstjernan med ett nytt maskineri vilket gav fartyget en marschfart av 15 knop. 1893 kolliderade Nordstjernan med ångslupen Gerda på Ångermanälven, varvid Gerda sjönk och elva människor omkom.
- 1896 kolliderade Nordstjernan med segelfartyget Vigilant i trakten av Sundsvall. 1900 såldes Nordstjernan till Rederi AB Sverige-Kontinenten och sattes efter ombyggnad in på traden Trelleborg-Sassnitz. Fartygets namn ersattes av namnet Nord följt av en stjärna, men officiellt förblev namnet Nordstjernan.
- 1907 ersattes fartyget av de nya tågfärjorna på traden och lades upp. Det såldes därefter till H. Müller i Swinemünde och gick 1910-11 under namnet Nordstern på trad Swinemünde-Bornholm-Ystad-Malmö-Köpenhamn.
- 1912 såldes Nordstjernan till Trasitobolagen i Åbo vilket satte in fartyget på traden Åbo-Lübeck och därefter från 1913 Åbo-Stockholm under fartygets tidigare namn Nordstjernan.
- 1918 såldes fartyget till Ångfartygs AB Bore i Åbo och byggdes om kraftigt med andra överbyggnader och ett skrov bättre anpassat för isbrytning. Fartyget kom att ersätta den havererade Halland. Nordstjernan gick nu på traden Stockholm–Åbo och från 1949 Stockholm–Åbo–Helsingfors.
- 1954–1956. Redan 1954 utrangerades Nordstjernan men fortsatte i trafik även under 1955, 11 september 1955 avgick den sista resan från Stockholm till Åbo. Fartyget skrotades i Åbo och avfördes ur skeppsregistret 1956.